# Kőröstetétlen
Kőröstetétlen est un village et une commune du comitat de Pest en Hongrie.